# أقمار المشتري (كتاب)
أقمار المشتري هو كتاب قصص قصيرة من تأليف أليس مونرو، نُشر عن طريق دار ماكميلان في كندا عام 1982. رُشّح لجائزة الحاكم العام للأدب الإنجليزي لعام 1982.
سُمّيت المجموعة على اسم القصة الأخيرة فيها، "أقمار المشتري"، وهي قصة تستكشف العلاقة المعقدة بين أبٍ وابنته، في ظل مواجهة وشيكة للموت.

## الترجمة العربية
صدرت الترجمة العربية لكتاب أقمار المشتري عن مؤسسة هنداوي عام 2014، في طبعة تضم 260 صفحة. تولى الترجمة كل من أحمد محمد الروبي ومروة عبد السلام، وراجعتها إيمان عبد الغني نجم. نُشرت الترجمة بموجب اتفاق قانوني مع دار ويليام موريس إنديفور إنترتينمنت.

## النقد:
أقمار المشتري مجموعة قصصية نالت اهتمامًا نقديًا عند صدورها، وأشير في بعض المراجعات إلى براعة أليس مونرو في تناول القصة القصيرة بأسلوب مكثف ودقيق. وصفت صحيفة «ذا غلوب أند ميل» الكتاب بأنه تجربة تستحق القراءة، بينما ذكرت مجلة «تايم» أن القصص تتسم بالحيوية والجاذبية. يُفتتح الكتاب باقتباس لهنري ديفيد ثورو جاء فيه:"القصة القصيرة ليست بحاجة إلى الطول، ولكن جعلها أقصر هو ما يستغرق وقتًا طويلاً، وهو ما يعكس الطابع المختزل الذي يميز أسلوب مونرو.

## المحتوى
تضم مجموعة أقمار المشتري القصصية اثنتي عشرة قصة قصيرة، تتنوع في موضوعاتها وأساليبها السردية. من بين هذه القصص: "آل تشادلي وآل فليمنغ" بجزأيها الأول والثاني، و"كنافة البحر"، و"موسم الحبش"، و"الحادثة"، و"حافلة باردون"، و"برو"، و"عشاء عيد العُمّال"، و"السيدة كروس والسيدة كيد"، و"قصص الحظ العاثر"، و"الزائرون"، وتختتم المجموعة بقصة "أقمار المشتري" التي تحمل اسم الكتاب. نُشرت بعض قصص هذه المجموعة سابقًا في عدد من المجلات، وذلك على النحو الآتي:
- "آل تشادلي وآل فليمنغ: (1) الرابطة" في مجلة شاتلين، نونبر 1979.
- "آل تشادلي وآل فليمنغ: (2) حجر في الحقل" في مجلة ساترداي نايت، أبريل 1979
- "كنافة البحر" في مجلة ذا نيويوركر، 21 يوليو 1980
- "موسم الحبش" في مجلة ذا نيويوركر، 29 ديسمبر 1980
- "الحادثة" في مجلة تورنتو لايف، نوفمبر 1977
- "برو" في مجلة ذا نيويوركر، 30 مارس 1981
- "عشاء عيد العمال" في مجلة ذا نيويوركر، 28 سبتمبر 1981
- "السيدة كروس والسيدة كيد" في مجلة تاماراك ريفيو، شتاء 1982
- "الزائرون" في مجلة ذي أتلانتك مانثلي، أبريل 1982
- "أقمار المشتري" في مجلة ذا نيويوركر، 22 مايو 1982